# ورا رالستون
ورا رالستون (انگلیسی: Vera Ralston؛ ۱۲ ژوئیهٔ ۱۹۱۹ – ۹ فوریهٔ ۲۰۰۳) یک ورزشکار، و هنرپیشه اهل ایالات متحده آمریکا بود.